# Калцоне
Калцоне е ястие от италианската кухня, при което продуктите се поставят върху втасало тесто и след това се завиват. Пече се във фурна. Счита се, че е създадено в Неапол през XVIII век.
Типичното калцоне се приготвя от солено тесто с плънка от салам, прошуто или зеленчуци, моцарела, рикота и пармезан или пекорино. Различни регионални вариации могат да включват и други съставки, които обикновено се слагат в пицата. Пърженият вариант на калцоне обикновено включва плънка от домат и моцарела, като той се нарича панцероти и традиционно се приготвя в региона Пулия.